# Le Tour du monde
«Le Tour du monde» (Лё тур дю монд) — бывший французский печатный еженедельник на тему географических путешествий, публиковавшийся между 1857 и 1914 годами.

## История
Еженедельник «Le Tour du monde» был создан в 1857 году Эдуаром Чартоном (Édouard Charton) под эгидой издательского дома Librairie Hachette, официально объявившего о том лишь в 1860 году.
Это был очень популярный еженедельник, посвящённый географическим путешествиям и открытиям. Он подробно рассказывал о почти всех важных экспедициях, ознаменовавших в конце XIX и начале XX веков последний значительный период разведывания земного шара западными путешественниками, длившегося полвека, начиная от открытия истоков Нила в начале 1860-х годов и до покорения Южного полюса в конце 1911 года.
В еженедельнике перемежались тексты и иллюстрации, — поначалу гравюры по дереву, постепенно замещённые фотографиями конца XIX века.